# Szentlélek alászállása fatemplom (Belényesirtás)
A Szentlélek-alászállása fatemplom műemlékké nyilvánított épület Romániában, Bihar megyében. A romániai műemlékek jegyzékében a  BH-II-m-B-01165 sorszámon szerepel.